# Campeonato Panamericano de Clubes de 1995
El Campeonato Panamericano de Clubes de 1995 fue la tercera edición de este torneo. 
Se disputó en Santa Cruz do Sul y Porto Alegre, Brasil.
El campeón de esta edición fue Rio Claro (Brasil).

## Equipos participantes
| País                  | Equipo                                         |
| --------------------- | ---------------------------------------------- |
| Argentina 1 cupos     | Peñarol de Mar del Plata                       |
| Brasil 3 cupos        | Rio Claro Franca/Cosesp União Corinthians (RS) |
| Cuba 1 cupo           | Capitalinos                                    |
| Estados Unidos 1 cupo | All Stars Texas                                |